# وستویک، کانتی دورام
وستویک (به انگلیسی: Westwick) یک روستا و محله مدنی در بریتانیا است که در County Durham واقع شده‌است.